# Mary Carter Reitano
Pour les articles homonymes, voir Carter.
Mary Carter (née le 29 novembre 1934 à Sydney, Australie) est une joueuse de tennis australienne des années 1950 et début 1960. Elle est aussi connue sous son nom de femme mariée, Mary Carter-Reitano.
Elle a remporté les Internationaux d'Australie en simple en 1956 et 1959. En double, elle s'est imposée en 1961 aux côtés de Margaret Smith Court.

## Palmarès (partiel)

### Titres en simple dames
| No | Date       | Nom et lieu du tournoi             | Catégorie | Surface      | Finaliste         | Score         |          |
| -- | ---------- | ---------------------------------- | --------- | ------------ | ----------------- | ------------- | -------- |
| 1  | 20-01-1956 | Australian Championships, Brisbane | G. Chelem | Gazon (ext.) | Thelma Coyne Long | 3-6, 6-2, 9-7 | Parcours |
| 2  | 16-01-1959 | Australian Championships, Adélaïde | G. Chelem | Gazon (ext.) | Renee Schuurman   | 6-2, 6-3      | Parcours |

### Finales en simple dames
| No | Date       | Nom et lieu du tournoi             | Catégorie | Surface      | Vainqueure    | Score         |          |
| -- | ---------- | ---------------------------------- | --------- | ------------ | ------------- | ------------- | -------- |
| 1  | 06-06-1955 | Kent Championships, Beckenham      |           | Gazon (ext.) | Louise Brough | 6-2, 6-4      | Parcours |
| 2  | 28-11-1960 | Victorian Championships, Melbourne |           | Gazon (ext.) | Lesley Turner | 4-6, 9-7, 6-3 | Parcours |

### Titres en double dames
| No | Date       | Nom et lieu du tournoi                        | Catégorie | Surface      | Partenaire     | Finalistes                   | Score         |          |
| -- | ---------- | --------------------------------------------- | --------- | ------------ | -------------- | ---------------------------- | ------------- | -------- |
| 1  | 28-10-1960 | Queensland Grass Court Championships Brisbane |           | Gazon (ext.) | Margaret Smith | Lesley Turner Noelene Turner | 12-10, 6-3    | Parcours |
| 2  | 09-11-1960 | New South Wales Championships Sydney          |           | Gazon (ext.) | Margaret Smith | Lesley Turner Noelene Turner | 6-3, 7-9, 6-2 | Parcours |
| 3  | 28-11-1960 | Victorian Championships Melbourne             |           | Gazon (ext.) | Margaret Smith | Mary Bevis Hawton Jan Lehane | 3-6, 6-0, 6-4 | Parcours |
| 4  | 17-01-1961 | Australian Championships Melbourne            | G. Chelem | Gazon (ext.) | Margaret Smith | Mary Bevis Hawton Jan Lehane | 6-4, 3-6, 7-5 | Parcours |
| 5  | 28-12-1961 | Manly Seaside Championships Sydney            |           | Gazon (ext.) | Darlene Hard   | Margaret Smith Judy Tegart   | 6-3, 6-4      | Parcours |

### Finales en double dames
| No | Date       | Nom et lieu du tournoi                  | Catégorie | Surface      | Vainqueures                         | Partenaire        | Score         |          |
| -- | ---------- | --------------------------------------- | --------- | ------------ | ----------------------------------- | ----------------- | ------------- | -------- |
| 1  | 20-01-1956 | Australian Championships Brisbane       | G. Chelem | Gazon (ext.) | Mary Bevis Hawton Thelma Coyne Long | Beryl Penrose     | 6-2, 5-7, 9-7 | Parcours |
| 2  | 06-11-1958 | South Australian Championships Adélaïde |           | Gazon (ext.) | Sandra Reynolds Renee Schuurman     | Lorraine Coghlan  | 6-4, 6-3      | Parcours |
| 3  | 16-01-1959 | Australian Championships Adélaïde       | G. Chelem | Gazon (ext.) | Sandra Reynolds Renee Schuurman     | Lorraine Coghlan  | 7-5, 6-4      | Parcours |
| 4  | 07-05-1961 | Italian Championships Turin             |           | Terre (ext.) | Lesley Turner Jan Lehane            | Margaret Smith    | 2-6, 6-1, 6-1 | Parcours |
| 5  | 15-12-1961 | New South Wales Championships Sydney    |           | Gazon (ext.) | Robyn Ebbern Margaret Smith         | Mary Bevis Hawton | 6-2, 6-3      | Parcours |
| 6  | 15-01-1962 | Australian Championships Sydney         | G. Chelem | Gazon (ext.) | Robyn Ebbern Margaret Smith         | Darlene Hard      | 6-4, 6-4      | Parcours |

### Finales en double mixte
| No | Date       | Nom et lieu du tournoi             | Catégorie | Surface      | Vainqueures               | Partenaire  | Score    |          |
| -- | ---------- | ---------------------------------- | --------- | ------------ | ------------------------- | ----------- | -------- | -------- |
| 1  | 30-11-1959 | Victorian Championships Melbourne  |           | Gazon (ext.) | Maria Bueno Robert Howe   | Bob Mark    | 7-5, 6-3 | Parcours |
| 2  | 22-01-1960 | Australian Championships Brisbane  | G. Chelem | Gazon (ext.) | Jan Lehane Trevor Fancutt | Bob Mark    | 6-2, 7-5 | Parcours |
| 3  | 17-01-1961 | Australian Championships Melbourne | G. Chelem | Gazon (ext.) | Jan Lehane Bob Hewitt     | John Pearce | 9-7, 6-2 | Parcours |

## Parcours en Grand Chelem (partiel)
Si l’expression « Grand Chelem » désigne classiquement les quatre tournois les plus importants de l’histoire du tennis, elle n'est utilisée pour la première fois qu'en 1933, et n'acquiert la plénitude de son sens que peu à peu à partir des années 1950.

### En simple dames
| Année | Championnat d'Australie | Championnat d'Australie | Internationaux de France | Internationaux de France | Wimbledon       | Wimbledon       | US National | US National |
| ----- | ----------------------- | ----------------------- | ------------------------ | ------------------------ | --------------- | --------------- | ----------- | ----------- |
| 1954  | 1/2 finale              | Thelma Coyne            | -                        | -                        | -               | -               | -           | -           |
| 1955  | 1/2 finale              | Thelma Coyne            | 1er tour (1/32)          | Erika Obst               | 4e tour (1/8)   | Darlene Hard    | -           | -           |
| 1956  | Victoire                | Thelma Coyne            | -                        | -                        | -               | -               | -           | -           |
| 1957  | 1/4 de finale           | Lorraine Coghlan        | -                        | -                        | -               | -               | -           | -           |
| 1958  | 1/2 finale              | Lorraine Coghlan        | 1er tour (1/32)          | Raymonde Veber           | 1er tour (1/64) | Viola White     | -           | -           |
| 1959  | Victoire                | Renee Schuurman         | 1/4 de finale            | Rosie Reyes              | 3e tour (1/16)  | Edda Buding     | -           | -           |
| 1960  | 1/2 finale              | Margaret Smith          | -                        | -                        | -               | -               | -           | -           |
| 1961  | 1/2 finale              | Jan Lehane              | 4e tour (1/8)            | Yola Ramírez             | 2e tour (1/32)  | Estalella-Manso | -           | -           |
| 1962  | 1/2 finale              | Jan Lehane              | -                        | -                        | -               | -               | -           | -           |

À droite du résultat, l’ultime adversaire.

### En double dames
| Année | Championnat d'Australie    | Championnat d'Australie    | Internationaux de France | Internationaux de France | Wimbledon                    | Wimbledon                | US National | US National |
| ----- | -------------------------- | -------------------------- | ------------------------ | ------------------------ | ---------------------------- | ------------------------ | ----------- | ----------- |
| 1953  | 1/2 finale Barbara Warby   | Mary Bevis Beryl Penrose   | -                        | -                        | -                            | -                        | -           | -           |
| 1954  | 1/4 de finale Jenny Staley | Loris Nichols Helen Taylor | -                        | -                        | -                            | -                        | -           | -           |
| 1955  | 1/2 finale Jenny Staley    | Nell Hall Gwen Thiele      | 1/2 finale Beryl Penrose | S. Bloomer Pat Ward      | 3e tour (1/8) Beryl Penrose  | Dora Kilian Hazel Redick | -           | -           |
| 1956  | Finale Beryl Penrose       | Mary Bevis Thelma Coyne    | -                        | -                        | -                            | -                        | -           | -           |
| 1957  | 1/2 finale Beryl Penrose   | Mary Bevis Fay Muller      | -                        | -                        | -                            | -                        | -           | -           |
| 1958  | 1/2 finale Fay Muller      | Mary Bevis Thelma Coyne    | -                        | -                        | -                            | -                        | -           | -           |
| 1959  | Finale L. Coghlan          | S. Reynolds R. Schuurman   | 1/2 finale Fay Muller    | S. Reynolds R. Schuurman | 2e tour (1/16) Fay Muller    | Karol Fageros M. Hellyer | -           | -           |
| 1960  | 1/2 finale Jan Lehane      | L. Coghlan M. Smith        | -                        | -                        | -                            | -                        | -           | -           |
| 1961  | Victoire M. Smith          | Mary Bevis Jan Lehane      | 3e tour (1/8) M. Smith   | Mimi Arnold E. Starkie   | 1er tour (1/32) Robyn Ebbern | Donna Floyd B. Gunderson | -           | -           |
| 1962  | Finale Darlene Hard        | Robyn Ebbern M. Smith      | -                        | -                        | -                            | -                        | -           | -           |

Sous le résultat, la partenaire ; à droite, l’ultime équipe adverse.

### En double mixte
| Année | Championnat d'Australie     | Championnat d'Australie   | Internationaux de France     | Internationaux de France  | Wimbledon                     | Wimbledon               | US National | US National |
| ----- | --------------------------- | ------------------------- | ---------------------------- | ------------------------- | ----------------------------- | ----------------------- | ----------- | ----------- |
| 1954  | 2e tour (1/8) Kevin Meyer   | Norma Ellis Neale Fraser  | -                            | -                         | -                             | -                       | -           | -           |
| 1955  | -                           | -                         | 1/2 finale Adrian Quist      | Jenny Staley Luis Ayala   | -                             | -                       | -           | -           |
| 1956  | 2e tour (1/8) Gilbert Shea  | Gwen Thiele Alan Bashford | -                            | -                         | -                             | -                       | -           | -           |
| 1957  | 1/4 de finale Graham Lovett | L. Coghlan Bob Mark       | -                            | -                         | -                             | -                       | -           | -           |
| 1958  | 1/2 finale Graham Lovett    | A. Mortimer Peter Newman  | 2e tour (1/16) R. Borghini   | L. Coghlan Robert Howe    | -                             | -                       | -           | -           |
| 1959  | -                           | -                         | 1er tour (1/16) T. Johansson | M. Hellyer C. Fernandes   | -                             | -                       | -           | -           |
| 1960  | Finale Bob Mark             | Jan Lehane T. Fancutt     | -                            | -                         | -                             | -                       | -           | -           |
| 1961  | Finale John Pearce          | Jan Lehane Bob Hewitt     | 3e tour (1/8) Enrique Morea  | Věra Suková Jiří Javorský | 1er tour (1/64) John Newcombe | Ruth Bennett J.C. Upton | -           | -           |

Sous le résultat, le partenaire ; à droite, l’ultime équipe adverse.